# Le Lamentin
Le Lamentin é uma comuna francesa no departamento ultramarino da Martinica. Estende-se por uma área de 62.32 km², e possui 40.581 habitantes, segundo o censo de 2018, com uma densidade de 650 hab/km².